# István Bagyula
István Bagyula [ˈiʃtvaːn ˈbɒɟulɒ] (* 2. Januar 1969 in Budapest) ist ein ehemaliger ungarischer Stabhochspringer. Bei einer Körpergröße von 1,85 m betrug sein Wettkampfgewicht 76 kg.
István Bagyula stellte 1988 mit 5,65 m einen Juniorenweltrekord auf. Er wurde 1988 Juniorenweltmeister und bei den Olympischen Spielen 1988 belegte er mit 5,60 m Platz sieben.
Im Juli 1991 überquerte er in Linz 5,92 m und stellte damit seinen siebten ungarischen Landesrekord auf. Diese Leistung sollte seine Bestleistung bleiben. Bei den Weltmeisterschaften 1991 sprang er 5,90 m und gewann Silber hinter dem Ukrainer Serhij Bubka, der 5,95 m im letzten Versuch übersprang.
1992 wurde Bagyula mit 5,80 m Zweiter bei den Halleneuropameisterschaften hinter dem für die Gemeinschaft unabhängiger Staaten antretenden Russen Pjotr Botschkarjow. Bei den Olympischen Spielen 1992 übersprang Bagyula in der Qualifikation 5,55 Meter und qualifizierte sich für das Finale. Dort wurde er mit 5,30 m Neunter. Bei den Weltmeisterschaften 1993 wurde er mit 5,70 m Zehnter. 